# Walter Winans
Walter Winans (ur. 5 kwietnia 1852 w Petersburgu, zm. 12 sierpnia 1920 w Barking) – amerykański strzelec, malarz, rzeźbiarz i olimpijczyk.
Po przenosinach do Stanów pod koniec XVII wieku rodzina Wynantsów zmieniła swoje holenderskie nazwisko na Winans i rozpoczęła działalność przy budowie dróg. Ojciec Waltera Winansa był jednym z dwójki braci, którzy wyjechali do Imperium Rosyjskiego, by budować kolej, więc przyszły mistrz olimpijski urodził się w Petersburgu. Został wysłany jako młodzieniec do Anglii, gdzie przejawiał talent w wielu dziedzinach. Swój pierwszy złoty medal, na IV Igrzyskach Olimpijskich w Londynie, zdobył dla Stanów Zjednoczonych nigdy nie będąc na terytorium tego kraju. Na kolejnych igrzyskach w Sztokholmie, zdobył srebro w strzelectwie i złoto w olimpijskim konkursie sztuki, w konkurencji rzeźbiarstwa, stając się jedynym Amerykaninem, który zdobył złoty medal zarówno w konkurencji sportowej, jak i artystycznej.